# Joan Geelvinck (1737-1802)
Joan Geelvinck (Amsterdam, 7 augustus 1737 – aldaar, 2 juli 1802) was de zoon van Nicolaes Geelvinck en de kleinzoon van Lieve Geelvinck, beide burgemeester van Amsterdam. In 1780 werd zijn broer Nicolaas representant van de stadhouder in de Westindische Compagnie. Zijn zuster was Agatha Theodora Geelvinck. In 1787 was hij amper een half jaar burgemeester van Amsterdam. Hij kwam op het kussen nadat op radicale wijze twee prinsgezinde burgemeesters waren afgezet.

## Levensloop

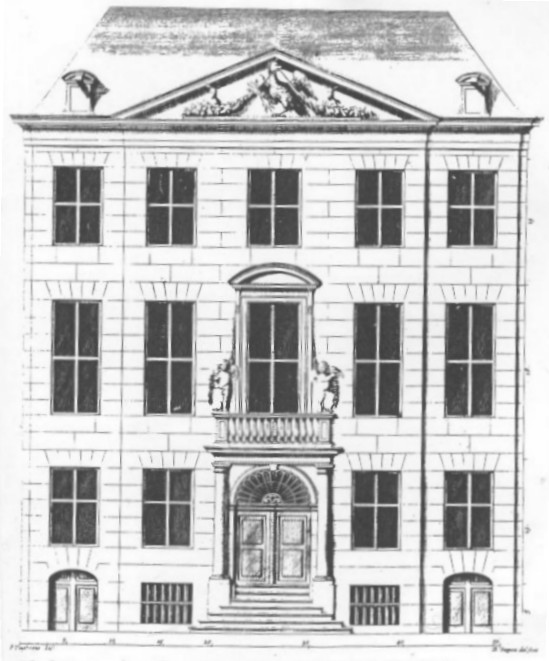
Ontwerp Philips Vingboons voor Herengracht 466

Na zijn promotie in Leiden in de rechten werd hij in 1759 in de vroedschap van Amsterdam benoemd. Hij trouwde in 1760 met Maria Elisabeth Beck. Hij woonde op Herengracht 456, maar in 1762 erfde hij Herengracht 466 van Anna de Haze, lange tijd de rijkste vrouw in Amsterdam. In 1765 liet hij het verbouwen, nadat zijn buurman een verzekering had afgesloten op zijn spiegels, vanwege de mogelijke schade veroorzaakt door heipalen en balken. In 1767 leende hij aan Henry Hope 36.000 gulden. In 1768 werd hij baljuw en dijkgraaf van Amstelland, baljuw van Waver, Botshol en Ruige Wilnis. Van 1769 tot 1773 was hij ambassadeur in Brussel. Op 29 november 1769 liet hij het huis in de Gouden Bocht op de Herengracht publiekelijk veilen. Het pand is voor 250.000 gulden verkocht. Delen van het interieur, onder andere de behangsels door de Haarlemse schilder Jan Augustini zijn te zien in het gebouw De Bazel, tegenwoordig het Stadsarchief. Tussen 1774-1787 was hij dijkgraaf van de Hoge Zeeburg en de Diemerdijken.
Op 16 november 1783 hield Joan Geelvinck besprekingen met F.S. Grave van Byland, die een eenhoofdig bestuur had voorgesteld. In 1784 trouwde hij met Margaretha van Loon. Geelvinck bewoonde ondertussen het hoekpand.
Op 5 juli 1787 zette het college van geconstitueerden de burgemeesters Dedel en Beels af. Op 7 juli 1787 werd hij tot burgemeester benoemd, toen de patriotten meer democratische principes invoerden, dat wil zeggen een benoeming zonder goedkeuring of voordracht aan de stadhouder. Duizenden mensen waren naar de Dam getrokken om de uitslag af te wachten.
Nadat Amsterdam in september door Pruisische troepen was omsingeld, maakte Geelvinck op 29 september 1787 deel uit van een commissie om satisfactie aan prinses Wilhelmina van Pruisen aan te bieden. De prinses nam echter geen genoegen met de missie en eiste dat de regering werd afgezet en de burgerij ontwapend. De volgende dag werd de wapenstilstand opgeheven en de stad aangevallen. Onder druk van de omstandigheden legden de patriottische burgemeesters Geelvinck en Backer, hun ambt neer. Op 10 oktober werd de capitulatie getekend. Al vrij snel stonden er honderden mensen bij het Franse Consulaat om een paspoort aan te vragen. Nadat de burgerij was ontwapend, vertrok de hertog van Brunswijk met zijn troepen op 15 november naar Wesel. Twee weken later werd de wet verzet. Joan Geelvinck, Hendrik Hooft, de aanvoerder van de Amsterdamse patriotten, en de vader van zijn zwager, alsmede de onderschout Cornelis van der Hoop, Gijsbertsz. traden af en verhuisden naar Brussel. Hij verbleef enige tijd in Brussel en bewoonde met Jan Bernd Bicker een groot gehuurd pand, dat door Mattheus Lestevenon verlaten was.
In 1790 maakte Geelvinck deel uit van een commissie om in Parijs de patriotse belangen en uitkeringen te behartigen. Hij woonde in dezelfde straat als Jacques Necker en de graaf de Mirabeau. Geelvinck verhuisde tijdelijk naar Versailles, totdat het hof werd verplaatst naar Parijs en maakte daar deel uit van een club van gematigde revolutionairen rond de markies de La Fayette.
Na 1795 werd Geelvinck lid van de Vergadering van Provisionele Representanten van het Volk van Holland (van 26 januari 1795 tot maart 1796). Vervolgens werd hij lid van de Eerste Nationale Vergadering. Zijn dochter Johanna Albertina Geelvinck (1762 - 1815) werd in 1806 dame du Palais van Koningin Hortense de Beauharnais; Maria Petronella (Amsterdam, 1769 - Parijs, 1831) verhuisde naar Bern, toen ze trouwde met de Zwitserse militair Franz Anton Tschiffely.